# Denis Smalley
Denis Arthur Smalley (* 16. Mai 1946 in Nelson) ist ein neuseeländischer Organist, Komponist (Elektroakustische Musik) und Musiktheoretiker. Er erweiterte den Begriff der Akusmatik von Pierre Schaeffer.

## Leben
Smalley besuchte als Schüler das Nelson College. Ab 1964 studierte er an der University of Canterbury in Christchurch, wo er 1966 mit dem Orgel-Diplom und Bachelor of Music abschloss, und bis 1967 Komposition an der Victoria University of Wellington. In der Folge brachte er Werke von Olivier Messiaen und György Ligeti zur Neuseeländischen Erstaufführung. 1960 wurde er Musiklehrer am Wellington College. Mit einem Stipendium ging er 1971 nach Paris und studierte Komposition bei Olivier Messiaen am Conservatoire de Paris und elektroakustische Komposition (als einer der ersten Studenten) bei Guy Reibel und François Bayle am Groupe de recherches musicales (GRM). Danach promovierte er bei Trevor Wishart an der University of York.
Er unterrichtete von 1976 bis 1994 an der University of East Anglia in Norwich und war Leiter des Electroacoustic Music Studio. Von 1994 bis zu seiner Emeritierung 2009 war er Professor und Leiter der Musikfakultät der City University London. Im Jahr 1976 entwickelte er das erste „Sound Diffusion System“ in England. Smalley setzte sich sehr für die Verbreitung mehrkanaliger Klangprojektionen ein und arbeitete mit den Komponisten Tim Souster, John Tilbury, Sarah Walker und John Wallace zusammen. Er war u. a. für die Tonproduktionen beim Londoner Electric Weekend on the South Bank (1987)  und BBC Proms (1989) verantwortlich.
Smalley befasste sich mit musikwissenschaftlichen Fragestellungen und führte 1986 den Begriff „Spektromorphologie“ (englisch: Spectromorphology) ein, der die auditive Wahrnehmung Elektroakustischer Musik untersucht. Seine Arbeit Spectromorphology: Explaining sound-shapes wurde auch ins Französische und Italienische übersetzt. Damit hat er das Konzept Musique concrète von Pierre Schaeffer erweitert. Mit Lelio Camilleri publizierte er die erste englischsprachige Analyse Elektroakustischer Musik. Der Begriff Elektroakustische Musik wurde auf Simon Emmersons und seine Initiative in das renommierte Musiklexikon New Grove Dictionary of Music and Musicians aufgenommen.
Seine Musik wurde in der ganzen Welt gespielt und auf zahlreiche CDs aufgenommen.

## Preise und Auszeichnungen
- Fylkingen Prize (1975)
- Bourges Electroacoustic Award (1977, 1983, 1992)
- Preis des ICEM (1983)
- Newcomp (1984)
- Prix Ars Electronica (1988)

## Werke
- 1997: Spectromorphology: explaining sound-shapes (Memento vom 26. Mai 2012 im Internet Archive) (PDF)
- 2007: Space-form and the acousmatic image (journals.cambridge.org)